# 行政行為
行政行為是指行政主体及其工作人员或者行政主体委托组织或个人实施的产生行政法律效果的行为。

## 行政行为的特点
公务性：行政行为是公务行为，是为社会提供“公共物品”，为全体国民提供公共服务的行为。
从属法律性：行政行为是执行法律的行为，从而必须依据法律，从属于法律，任何行政行为的作出都必须有法律依据。
裁量性：行政主体不只按照法律预先设定的具体、路线、途径、方式行事，在作出行政行为时有一定自行选择和裁量的余地。
权力性：行政行为是行政主体代表国家，以国家的名义实施的执法行为，享有相应的管理权力和管理手段。

## 行政行为的分類
| 分类依据                           | 名称           | 概念 |
| ---------------------------------- | -------------- | --- |
| 行政行为是否具有法律效果           | 行政法律行为   | |
| 行政行为是否具有法律效果           | 行政事实行为   | |
| 行政行为的内容                     | 行政立法行为   | 行政主体依照立法程序制定行政法规、规章的行为                                                                     |
| 行政行为的内容                     | 行政执法行为   | 行政主体为执行法律法规，依法定行政程序实施的各种行政管理行为                                                     |
| 行政行为的内容                     | 行政司法行为   | 行政主体依照司法程序裁决争议、解决纠纷的行为                                                                     |
| 行政行为的对象是否特定             | 抽象行政行为   | 行政主体针对不特定行政管理对象实施的行政行为                                                                     |
| 行政行为的对象是否特定             | 具体行政行为   | 行政主体针对特定行政管理对象实施的行政行为                                                                       |
| 行政行为的拘束程度                 | 羁束行政行为   | 法律规范对其范围、条件、标准、形式和程序作了详细、具体、明确规定的行政行为                                       |
| 行政行为的拘束程度                 | 裁量行政行为   | 仅对行为目的、行为范围等作原则性规定，将行为的具体、条件、标准、幅度、方式等留给行政机关，自行选择决定的行政行为 |
| 行政行为是否需要行政相对人先行申请 | 依职权行政行为 | 无需以行政相对人先行申请作为启动条件的行为                                                                       |
| 行政行为是否需要行政相对人先行申请 | 依申请行政行为 | 行政行为的启动以行政相对人的申请为前提条件                                                                       |
| 行政行为的利益影响                 | 授益行政行为   | 授予行政相对人权利或者免除行政相对人义务的行政行为                                                               |
| 行政行为的利益影响                 | 负担行政行为   | 给予行政相对人义务或对相对人给予处罚、制裁的行政行为                                                             |
| 行政行为是否有限制条件             | 附款行政行为   | |
| 行政行为是否有限制条件             | 无附款行政行为 | |
| 行政行为是否有法定形式             | 要式行政行为   | |
| 行政行为是否有法定形式             | 非要式行政行为 | |

## 行政行为的合法要件
- 主体合法
- 权限合法
- 内容合法
- 程序合法

## 行政行为的效力

### 先定力
先定力指行政行为的作出受行政主体单方面意思表示决定的权力。相对于其他效力而言，它是行政主体对于相对人而言的、意思表示过程中的一种实在的法律效力，表现为行政行为的单方面性。

### 公定力
公定力是指行政行为一经做出，不论其是否合法或存在瑕疵，即对任何人都具有被推定为合法有效而予以尊重的法律效力。

### 确定力
确定力又称不可改变力，是指行政行为一经作出就具有不受任意改变的法律效力。这里的改变包括撤销、重做，也包括废止和变更等。

### 拘束力
拘束力是指已经生效的具体行政行为所具有的约束和限制行政主体和相对人行为的法律效力，拘束力是对行政主体和相对人而言，对他人不具有拘束力。

### 执行力
执行力是指行政行为一经作出就具有使其内容得以完全实现的法律效力。

## 行政行为的生效
行政行为的生效指的是行政主体实施的法律行为在完成其法律程序，具备相应法定要件后正式对外发生法律效力。

## 行政行为的失效
行政行为可能因撤销、废止和确认无效而失效，也可能因行政行为期限届满而失效。

### 行政行为的撤销
行政行为的撤销是指行政行为在具备可撤销情形时，由有权国家机关作出撤销决定后而失去法律效力。

#### 行政行为撤销的条件
- 行政行为合法要件缺损
- 行政行为不适当

#### 行政行为撤销的法律后果
- 相应行政行为通常自撤销之日起失去法律效力，撤销之前仍然有效。
- 如果行政行为的撤销是因行政主体过错引起的，且相应行政行为是授益行政行为撤销的效力，可不追溯到行政行为作出之日。但是如果因公共利益需要，必须是行政行为的撤销效力，追溯到行为作出之日，由此给相对人造成的实际损失，应当由行政主体予以赔偿。
- 如果行政行为的撤销是由行政相对人的过错或行政主体与相对人的共同过错所引起的，那么行政行为撤销的效力应当追溯到行为作出之日。

### 行政行为的废止

#### 行政行为废止的条件
- 行政行为所依据的法律、法规、规章、政策经有权机关依法修改废止或撤销。
- 行政行为所依据的客观情况发生重大变化，原行政行为继续存在，将不利于或损害国家、社会公共利益。
- 行政行为已完成原定目标任务，从而没有继续存在的必要。

#### 行政行为废止的法律后果
- 行政行为自废止之日起失效。行政主体在废止之前通过相应行政行为以及与行政相对人的利益不再收回，行政相对人依原行为已履行的义务，不能要求行政主体予以赔偿或补偿。
- 行政行为的废止如果是因法律法规规章政策的废、改、撤或客观情况的变化，为了公共利益的需要而实施的，那么对此种废止给行政相对人的合法利益造成的损失，行政主体应当予以赔偿。

### 行政行为的无效

#### 行政行为无效的条件
《中华人民共和国行政诉讼法》第75条规定：“行政行为有实施主体不具有行政主体资格或者没有依据等重大且明显违法情形，原告申请确认行政行为无效的，人民法院判决确认无效。”《最高人民法院关于适用<中华人民共和国行政诉讼法>的解释》第九十九条规定：“有下列情形之一的，属于行政诉讼法第七十五条规定的‘重大且明显违法’：（一）行政行为实施主体不具有行政主体资格；（二）减损权利或者增加义务的行政行为没有法律规范依据；（三）行政行为的内容客观上不可能实施；（四）其他重大且明显违法的情形”